# Clarence (eiland)
Clarence-eiland (Engels: Clarence Island, Spaans: Isla Clarence) is een 21.46 kilometer lang eiland en is de oostelijkste van de Zuidelijke Shetlandeilanden in Antarctica. De naam dateert rond 1821 en wordt nu internationaal gebruikt. Ernest Shackleton zag Clarence-eiland op zijn beroemde bootreis maar landde op Elephanteiland. Het eiland wordt geclaimd door Argentinië als deel van Argentijns Antarctica, door het Verenigd Koninkrijk als deel van het Brits Antarctisch Territorium, en door Chili als deel van het Chileens Antarctisch Territorium.

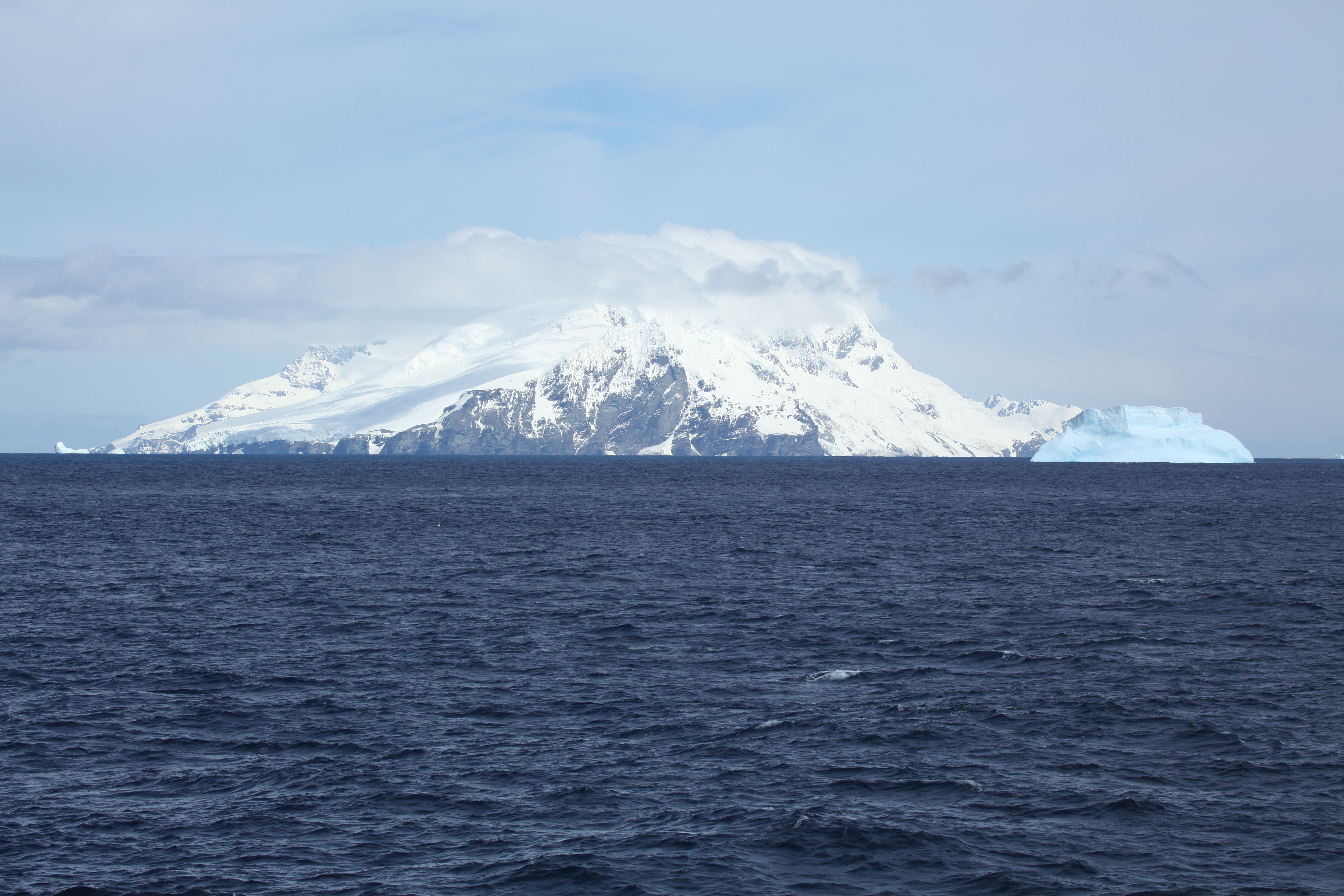
Clarence-eiland.

Ravelin en Urda Ridge bekleden het interieur op het bergachtige eiland. De top Mount Irving, 1,950 meter hoog, stijgt 6.675 km boven het zuidelijkste punt, Cape Bowles. De zuidoostelijke hellingen van de twee ruggen zijn afgevoerd door Dobrodan, Highton, Treskavets, Orcho en Banari Glaciers, en hun noordwestelijke hellingen - door Skapilizo, Giridava en Bersame Glaciers. Er zijn twee kleine eilanden in het oosten van Clarence Island, het noordelijke eilandje heet Sugarloaf Island. Chinstrap Cove ligt aan de noordwestelijke kust van het eiland, terwijl Istros Bay, Smith Cove en Kutela Cove op de zuidoostelijke kant liggen.